# Ротор, Артуро
Артуро Бельеса Ротор (исп. Arturo Belleza Rotor; 7 июня 1907 — 9 апреля 1988) — филиппинский врач, государственный служащий, музыкант и писатель. Известен, как учёный впервые открывший редкую форму наследственной гипербилирубинемии, теперь — синдром Ротора.

## Ранние годы
Родился на Филиппинских островах. По достижении юношеского возраста начал обучение в филиппинском университете, параллельно учился в консерватории и медицинском колледже. По окончании последних, Ротор поступил в Школу медицины Джонса Хопкинса (Балтимор, штат Мэриленд, США), который впоследствии успешно закончил.

## Медицинская деятельность
В годы второй мировой войны Артуро Ротор был назначен исполнительным секретарем правительства Содружества Филиппин, по настоянию Мануэля Кесона, тогдашнего президента Филиппин. После второй мировой войны был избран секретарем министерства здравоохранения и социального обеспечения Филиппин.
Позднее Артуро Ротор стал директором филиппинского университета и обучал аспирантов-медиков, а также участвовал в последипломном обучении практикующих врачей до начала 80-х годов.

### Синдром Ротора
Артуро Ротор обнаружил новый тип наследственного пигментного гепатоза, который сильно напоминал синдром Дабина — Джонсона, но тем не менее отличающегося от последнего по некоторым признакам:
- Дефект экскреции билирубина менее выражен;
- отсутствие 2-го пика на кривой выделения бромсульфалеина.

## Литературная деятельность
Артуро Ротор входил в число наиболее известных писателей-фантастов Филиппин, авторов научно-популярных статей на английском языке. В 1966 году правительство Филиппин признало его литературные достижения и вручило ему премию культурного наследия Республики.

### Наиболее известные произведения
- The Wound and the Scar (1937)
- Confidentially, Doctor (1965)
- Selected Stories from the Wound and the Scar (1973)
- The Men Who Play God (1983)
- Dahong Palay (1928)
- Zita (1930)

## Семейная жизнь
О семейной жизни Артуро Ротора известно, что он был женат на Эмме Ансон, преподавательнице математики и физики одного из филиппинских колледжей. Детей у них не было.